# Illa barrera

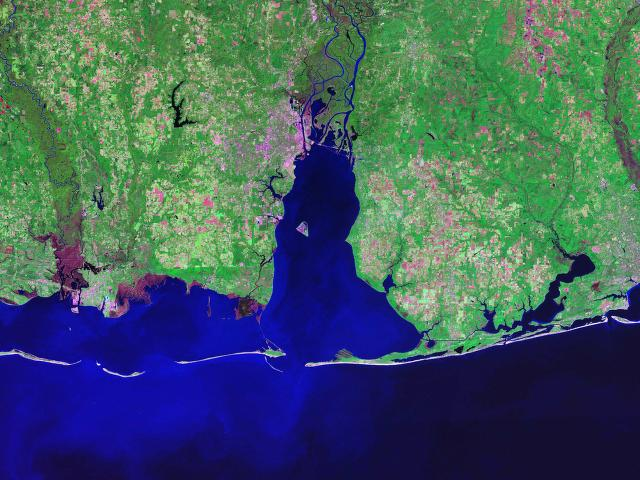
Exemple d'illes barrera: badia de Mobile.

Una illa barrera és un tipus de formació geològica costanera que consisteix en una o diverses illes estretes, llargues i paral·leles a les costes. El braç de mar que es troba entre la costa i les illes forma així una llacuna. Són en evolució constant, afaiçonades per les tempestes i altres accions de la mar, però permeten absorbir l'energia de les onades, de protegir les costes i de crear zones protegides on les zones humides poden prosperar.
La cadena d'illes pot prolongar-se sense interrupció durant més d'un centenar de quilòmetres amb graus permetent l'entrada de la marea a la llacuna. La longitud i l'amplada de les barreres, així com de la seva morfologia, són lligades a l'amplitud de les marees, l'energia de les onades, l'aportació de sediments, l'evolució del nivell de la mar i la forma del fons marí.
Les cadenes d'illes de barrera cobreixen aproximadament un tretze per cent de les costes de tot el món Aquests llocs tenen característiques diferents, cosa que suggereix que poden formar-se i ser mantingudes en una varietat important dels paràmetres mediambientals